# Гірківська сільська рада (Любешівський район)
Гірківська сільська рада — колишня адміністративно-територіальна одиниця та орган місцевого самоврядування у Любешівському районі Волинської області з адміністративним центром у с. Гірки.
Припинила існування 30 листопада 2017 року в зв'язку з об'єднанням в Любешівську селищну територіальну громаду Волинської області. Натомість утворено Гірківський старостинський округ при Любешівській селищній громаді.

## Загальні відомості
Водоймища на території, підпорядкованій даній раді: річка Прип'ять.

## Населені пункти
Сільській раді були підпорядковані населені пункти:
- с. Гірки
- с. Люботин
- с. Мукошин

## Склад ради
Рада складалась з 16 депутатів та голови.

### Керівний склад ради
| ПІБ                        | Основні відомості                                                                  | Дата обрання | Дата звільнення |
| -------------------------- | ---------------------------------------------------------------------------------- | ------------ | --------------- |
| Кузьмич Микола Романович   | Сільський голова                                                                   | 19??         | 19??            |
| Абрамович Любов Степанівна | Сільський голова                                                                   | 19??         | 26.03.2006      |
| Абрамович Віктор Якович    | Сільський голова, 1952 року народження, освіта, член Соціалістичної партії України | 26.03.2006   | 31.10.2010      |
| Зелик Галина Олексіївна    | Сільський голова, 1974 року народження, освіта вища, член Партії регіонів          | 31.10.2010   |                 |

Примітка: таблиця складена за даними джерела

## Населення
Згідно з переписом УРСР 1989 року чисельність наявного населення сільської ради становила 1580 осіб, з яких 735 чоловіків та 845 жінок.
За переписом населення України 2001 року в сільській раді мешкали 1342 особи.

### Мова
Розподіл населення за рідною мовою за даними перепису 2001 року:
| Мова       | Відсоток |
| ---------- | -------- |
| українська | 98,96 %  |
| білоруська | 0,59 %   |
| російська  | 0,45 %   |